# Кени, Дженни
Дженни Кени (англ. Jenny Keni; род. 11 октября 1982, Малаита) — соломонская легкоатлетка, специалистка по бегу на короткие дистанции. Выступала за сборную Соломоновых Островов по лёгкой атлетике в период 2000—2007 годов, победительница и призёрка первенств национального значения, рекордсменка страны, участница двух летних Олимпийских игр.

## Биография
Дженни Кени родилась 11 октября 1982 года в поселении Атоифи провинции Малаита, Соломоновы Острова.
Впервые заявила о себе в лёгкой атлетике в 1999 году, выиграв бронзовую медаль на юниорском чемпионате Океании в Санта-Рите.
Благодаря череде удачных выступлений вошла в основной состав соломонской национальной сборной и удостоилась права защищать честь страны на летних Олимпийских играх 2000 года в Сиднее. Стартовала здесь в беге на 100 метров, показала время 13,01 секунды и не смогла преодолеть предварительный квалификационный этап.
После сиднейской Олимпиады Кени осталась в составе легкоатлетической команды Соломоновых Островов на ещё один олимпийский цикл и продолжила принимать участие в крупнейших международных соревнованиях. Так, в 2002 году она выступила в дисциплинах 100 и 200 метров на Играх Содружества в Манчестере.
В 2003 году бежала 100 метров на чемпионате мира в Париже. В этом сезоне установила свой личный рекорд на стометровой дистанции, который также является национальным рекордом Соломоновых Островов, показав время 12,64 секунды.
Находясь в числе лидеров соломонской национальной сборной, благополучно прошла отбор на Олимпийские игры 2004 года в Афинах. На сей раз пробежала 100 метров за 12,76 секунды, чего опять же оказалось недостаточно для прохождения в следующую стадию соревнований.
Последний раз показывала сколько-нибудь значимые результаты на международной арене в сезоне 2007 года, когда выиграла серебряную медаль в эстафете 4 × 100 метров на чемпионате Меланезии в Кэрнсе и выступила в беге на 100 метров на чемпионате мира в Осаке.